# Kazanski kanat
Kazanski kanat (tatarsko Казан ханлыгы, Kazan kanlıgı, rusko Казанское ханство, Kazanskoe hanstvo) je bil od leta 1438 do 1552 srednjeveška tatarska turška država na ozemlju nekdanje Volške Bolgarije. Na njegovem ozemlju so sedanje republike Tatarstan, Marij El, Čuvašija, Mordvinija in deli Udmurtije in Baškortostana. Prestolnica države je bil Kazan. Kazanski kanat je bil ena od nasledstvenih držav Zlate horde. Ukinjen je bil leta 1552, ko ga je osvojilo Rusko carstvo.

## Geografija in prebivalstvo
Ozemlje kanata je obsegalo področja, naseljena z muslimanskimi Bolgari: kneževine Bolğar, Cükätäw, Kazan in Qaşan ter druge regije, ki so prvotno pripadale Volški Bolgariji. Glavne reke v kanatu, ki so bile hkrati glavne trgovske poti,  so bile Volga, Kama in Vjatka.  Večino prebivalstva so tvorili kazanski Tatari, manjšino pa prebivalci, ki so se opredeljevali preprosto za muslimane ali "prebivalce Kazana". Državna vera je bil islam.
Lokalno fevdalno plemstvo so sestavljali etnični Bolgari, dvor in telesno stražo kazanskih kanov pa  kazanski stepski Tatari, sprva Kipčaki in kasneje Nogajci. Vsa lokalna turška plemena je plemstvo po mongolski tradiciji imenovalo Tatari. Naziv se je ohranil tudi v Carski Rusiji. Del visokega plemstva,  vključno s člani štirih vodilnih plemiških družin Argin, Barin, Kipčak in Širin, je izviral iz Zlate horde.
Med podložna ljudstva so spadali Čuvaši, Marijci, Mordvini, Mišarji, Udmurti in Baškirci. V kanat je bil vključen tudi del permskih in komskih plemen. Mišarji so se na ozemlje kanata priselili v obdobju Zlate horde in postopoma asimilirali domorodne finske Mordvince in Burtake. Nekaterim mišarskim kneževinam niso nikoli vladali iz Kazana. Gravitirale so proti Kasimskemu kanatu in Moskovski veliki kneževini.
Večino ozemlja kanata je pokrival gozd, ki je samo na jugu  prehajal v stepo. Večino stepskega prebivalstva so tvorili Mangiti, znani tudi kot Nogajci, ki so občasno priznavali oblast kazanskega kana, sicer pa so napadali poljedelske Tatare in Čuvaše, kot so to počeli v obdobju Zlate horde. Nogajce so kasneje zamenjali Kalmiki. Kasneje je bilo ozemlje naseljeno predvsem s Tatari, Čuvaši in Rusi, ki so za obrambo svoje južne meje zgradili utrdbe. Kanat so od ustanovitve pred Nogajci branili tatarski kozaki.
Ruski viri navajajo, da se je v kanatu govorilo najmanj pet jezikov. Najbolj razširjena je bila tatarščina, vključno s srednjim narečjem kazanskih Tatarov in zahodnim narečjem Mišarjev. Najpogostejši pisni državni jezik je bila stara tatarščina. Čuvaški jezik, ki so ga govorili poganski Čuvaši,  je bil potomec bolgarskega jezika.  Bolgarski jezik je imel velik vpliv tudi na srednje narečje tatarskega jezika. Drugi trije jeziki so bili verjetno marijščina, mordvinski jeziki in baškirščina, ki so se razvili iz bolgarskih in kipčaških jezikov.

## Zgodovina
Ozemlja nekdanje Volške Bolgarije (Kazan Ulus ali Kazanska kneževina) so z razpadanjem Zlate horde v 15. stoletju dobila nekaj neodvisnosti. V kneževini je vladala dinastija bolgarskih vladarjev. Za ustanovitelja Kazanskega kanata se šteje Ulug Mohamed, ki je privzel naziv kan in si s pomočjo lokalnega plemstva leta 1437 ali 1438 prilastil kazanski prestol. Proces prenosa oblasti z bolgarske dinastije na Mohameda je dokončal njegov sin Mahmud leta 1445.
Kanat je bil skozi celo svojo zgodovino nagnjen k civilnim pretresom in borbam za prestol. V 115 letih obstoja je v njem vladalo kar devetnajst kanov. Petnajst kanov je vladalo tudi večkrat. Kana so lokalni plemiči ali kar državljani sami  pogosto izvolili  med Džingiskanovimi potomci.
Ko se razpravlja o zgodovini kanata, se mora upoštevati pomanjkanje virov. V težavnem obdobju ruskega osvajanja ni preživel noben dokument niti kanata  niti zgodnje ruske kolonialne uprave.

### Zgodnja zgodovina
Med vladanjem Ulug Mohameda in njegovega sina Mahmuda je kazanska vojska večkrat napadla Moskvo in njene vazale. Moskovski veliki knez Vasilij II., vpleten v veliko fevdalno vojno proti svojim bratrancem, je bil v bitki pri Suzdalu poražen in ujet in se je moral odkupiti iz ujetništva pri kazanskem kanu.
Julija 1487 je moskovski veliki vojvoda Ivan III. Vasiljevič okupiral Kazan in na prestol posadil marionetnega vladarja Mohameda Amina. Kanat je postal moskovski protektorat. Ruski trgovci so lahko neovirano trgovali po celem njegovem ozemlju. Podporniki ideje o zvezi med Krimskim kanatom in Osmanskim cesarstvom so poskušali izkoristiti nezadovoljstvo prebivalstva v Kazanskem kanatu in izzvati več uporov (1496, 1500 in 1505), ki niso dali omembe vrednih rezultatov.
Leta 1521 se je Kazanski kanat izvil iz moskovske nadoblasti in sklenil vzajemno zavezništvo z Astrahanskim in Krimskim kanatom in Nogajsko hordo. Združene sile kana Mohameda Geraja in njegovih krimskih zaveznikov so nato napadle Moskovsko veliko kneževino.

### Zadnje desetletje
Okrepitev Krima je povzročila nezadovoljstvo med promoskovsko usmerjenim plemstvom v Kazanskem kanatu in nekaj plemičev se je leta 1545 uprlo. Uporniki so odstavili kana Safa Geraja in ustoličili podpornika Moskve Šahgalija. Moskva je v naslednjih letih večkrat neuspešno poskušala prevzeti oblast v kanatu.
Safa Geraj se je leta 1546 s pomočjo Nogajcev vrnil na prestol in ukazal usmrtiti 75 plemičev, drugi pa so pobegnili v Rusijo. Leta 1549 je umrl. Za kana je bil imenovan njegov triletni sin Utamiš Geraj. Njegova regentka in de facto vladarica kanata je bila njegova mati Sujumbike. Načelnik vlade Koščak beg je med njeno vladavino dobil nekaj neodvisnosti.
Safa Gerajevi sorodniki, vključno z Devletom I. Gerajem, so bili v tem času na Krimu. Med Koščakovim vladanjem so se odnosi kanata z Moskvo še naprej slabšali. Skupina nezadovoljnih plemičev je na začetku leta 1551 že drugič povabila podpornika carja Ivana Groznega Šahgalija, naj prevzame oblast v kanatu.
Šahgali je po prihodu na prestol pokrajine vzhodno od Volge (Tau Jagi) odstopil  Rusiji, Utamiša Geraja in njegovo mater pa je poslal v ječo v Moskvo. Na prestolu je ostal do februarja 1552. Protimoskovski elementi v kazanski vladi so ga izgnali in na prestol povabili astrahanskega kneza Jadegarja Mohameda in Nogajce, da bi mu pomagali.

### Propad
Avgusta 1552 je vojska Ivana Groznega iz trdnjave Svijažsk začela oblegati Kazan. Rusi so porazili tatarsko vojsko, ki je delovala izven mesta, in požgali Arho in nekaj trdnjav. 3. oktobra so po dveh mesecih obleganja uničili obzidje citadele in vdrli v mesto. Nekaj branilcem je uspelo pobegniti, večina pa je padla. Jedegarja  Mohameda so Rusi aretirali, večino prebivalcev pa so pobili. Kazanska kronika, ki je nezanesljiv vir, omenja 110.000 ubitih vojakov in civilistov.
Po padcu Kazana je nekaj pokrajin, med njimi Udmurtijo in Baškortostan, brez odpora priključila Rusija. Kazanske državne uradnike so izgnali. Promoskovsko in nevtralno plemstvo je obdržalo svoje posesti, druge pa so usmrtili. Tatare so zatem razselili daleč od rek, cest in Kazana. Na izpraznjeno ozemlje so naselili Ruse in včasih proruske Tatare. Veliko Tatarov so prisilno pokristjanili.

### Upori
Del prebivalstva se je upiral ruski oblasti do leta 1566. V Čalmu in Mišatamahu sta bili ustanovljeni uporniški vladi, zaradi pogostih napadov Nogajcev pod Geli Ekremom na kmečko prebivalstvo pa je koalicija razpadla. Po brutalnrm zatrtju kazanskih upornikov so njihove poveljnike usmrtili.
Po nekaterih ocenah se je med vojnami število prebivalcev v Kazanskem kanatu zmanjšalo za nekaj tisoč. Upravo, znano kot Kazanski dvorni urad, so prisilno rusificirali  in pokristjanili Tatare in druga ljudstva. Izraz Kazanski kanat (carstvo) se je uporabljal do leta 1708, ko je bil ustanovljena Kazanska gubernija.

## Gospodarstvo
Mestno prebivalstvo kanata je proizvajalo glinasto posodo, lesene in kovinske izdelke, usnje, orožje, pluge in nakit. Med glavna mesta so spadali Qazan, Arça, Cükätaw, Qaşan, Çallı, Alat in Cöri. Urbano prebivalstvo je tudi trgovalo z ljudstvi iz Centralne Azije, Kavkaza in Rusije. V 16. stoletju je glavni trgovinski partner postala Rusija. Kanat je imel podoben gospodarski sistem kot Moskovska Rusija. Glavne tržnici sta bili bazar v Kazanu in otok Markiz na Volgi. Zemljiške posesti so bile dedne.

## Družba
V državi je vladal kan. Odločitve je sprejemal po posvetu s kabinetom svetovalcev (Divan). Plemstvo so sestavljali begi, emirji in morze. Vojaška posestva so se imenovala  uğlan (ulan), bahadir in içki. Veliko vlogo v državi je imela duhovščina. Razdeljena je bila na seide (säyet), šejke (şäyex), gazije (qazí) in imame. Ulema ali duhovščina je imela pomembno vlogo tudi  v sodstvu, zdrževala verske šole (medresa) in knjinice (maktaba).
Večino prebivalstva so tvorili qara xalıq (kara halik, črni ljudje) in svobodno muslimansko prebivalstvo, ki je živelo na državnih posestih. Na fevdalnih posestih so živeli večinoma tlačani (çura). Ujetnike se je običajno prodalo, največ v Osmansko cesarstvo in Centralno Azijo. Včasih so se prodajali tudi znotraj kanata kot sužnji (qol) ali naseljevali na fevdalne posesti, kjer so sčasoma postal tlačani. Muslimansko in nemuslimansko prebivalstvo je moralo plačevati jasak.

## Uprava in vojska
Kazanski kanat je bil razdeljen na pet darug: Alat, Arça, Gäreç, Cöri in Nuğaj. Izraz daruğa se običajno prevaja kot "uprava". Poskuse nekaj fevdalnih gospodov, da bi se osamosvojili, so takoj zatrli.
Vojsko kanata so sestavljali oboroženi možje iz darug, kanova telesna straža in vojske plemičev. Število vojakov se je stalno spreminjalo in se gibalo od 20.000 do 60.000 mož. Kazanskim kanom so pogosto služile tudi vojske iz Nogajske horde, Krimskega kanata in Rusije. Za obrambo obzidja Kazana se je uporabljalo tudi ognjeno orožje (arkebuze).

## Kultura
Kazanska kultura je bila naslednica kulture Volške Bolgarije. V plemiških krogih so bili prisotni tudi elementi kulture Krimskega kanata.
Velik del urbane populacije je bil pismen. Mošeje in medrese so posedovale velike knjižnice, Kazan sam pa je postal središče znanosti in tehnologije.
Četudi je v državi prevladoval vpliv islama, se je razvila tudi posvetna književnost. Najpomembnejši pesniki, ki so pisali v stari tatarščini, so bili Mohamedjar, Ommi Kemal, Mohamedamin, Arifbeg in Kolšerif. Mohamedjar je posodobil tradicionalno tatarsko pesništvo in bil zelo priljubljen.
Mesto Bolgar je obdržalo položaj svetega mesta in imelo samo to funkcijo, ker je od 1430. let glavno politično in gospodarsko središče postal Kazan.
Za kazansko arhitekturo so značilne zgradbe iz belega kamna in lesorezi.